# أندير جيل
أندير جيل هو معلم مدرسي وسياسي إسباني، ولد في 9 فبراير 1974 في باراكالدو في إسبانيا. نشط حزبياً في الحزب الاشتراكي العمالي الإسباني.

## مناصب
- في الانتخابات العامة الإسبانية 2015 [الإنجليزية]‏، انتخب عضو مجلس الشيوخ الإسباني  [لغات أخرى]‏ عن دائرة Burgos (Senate constituency) [الإنجليزية]‏ خلال فترته النيابية  [لغات أخرى]‏ (13 يناير 2016 – 3 مايو 2016).
- في الانتخابات العامة الإسبانية 2016 [الإنجليزية]‏، انتخب عضو مجلس الشيوخ الإسباني  [لغات أخرى]‏ عن دائرة Burgos (Senate constituency) [الإنجليزية]‏ خلال فترته النيابية  [لغات أخرى]‏ (19 يوليو 2016 – ).
- في الانتخابات العمومية الإسبانية 2011 [الإنجليزية]‏، انتخب عضو مجلس الشيوخ الإسباني  [لغات أخرى]‏ عن دائرة Burgos (Senate constituency) [الإنجليزية]‏ (13 ديسمبر 2011 – 27 أكتوبر 2015).
- انتخب  (1995 – ).